# 高群佐知子
高群 佐知子（たかむれ さちこ、1971年4月1日 - ）は、日本将棋連盟所属の女流棋士。滝誠一郎八段門下。秋田県大曲市（現・大仙市）出身。女流棋士番号は8（2011年3月31日までは20）。2020年引退。夫は塚田泰明九段、娘は塚田恵梨花女流二段。

## 棋歴
8歳の時に、世田谷で将棋教室を開いていた父から将棋を教えられる。
1984年4月、女流棋士養成機関である女流育成会が創設されたのをきっかけに清水市代らととも初期会員として入会。また研修会にも同時に入会している。
1986年3月1日、当時の制度で女流3級でプロ入り。
1986年、第9期女流王将戦B級リーグで好成績を収め、A級に初昇格し翌年4月に2級に昇級。
1988年、第15期女流名人位戦B級リーグでの成績により、A級に初昇級。
1989年、第1期女流王位戦の紅組リーグで8勝1敗の成績を挙げる（唯一の黒星は7回戦の林葉直子戦）。
1991年、第5回レディースオープントーナメントで準優勝（決勝三番勝負で清水市代に0-2に敗退）。
1995年、第3期倉敷藤花戦でベスト4。1996年の第4期は挑戦者決定戦に進出（結果は木村さゆりに敗退）。翌1997年の第5期もベスト4に進出した。
1996年、第1回鹿島杯女流将棋トーナメントで準優勝（決勝三番勝負で林まゆみに0-2で敗退）。
1999年、第10期女流王位戦の白リーグで中井広恵・碓井涼子と4勝1敗で並ぶが、プレーオフで中井に敗れる。
2000年6月30日、第11期女流王位リーグ白組4回戦で船戸陽子に勝利し、女流二段昇段後90勝を達成し、女流三段に昇段。
2004年、第12期倉敷藤花戦で8年ぶりに挑戦者決定戦に進出（結果は清水市代に敗退）。 一方で同年の第31期女流名人位戦B級リーグは4勝5敗の成績に終わり、初めてB級リーグから陥落。以降は予選敗退が続き、B級に復帰する事は無かった。
2018年1月21日、第40期女流王将戦予選2回戦で山田久美に勝ち、女流三段昇段後120勝を達成し、女流四段に昇段。
2020年3月末をもって、一身上の都合により現役を引退。2019年12月26日の第47期女流名人戦予選で山口恵梨子に敗れたのが公式戦最後の対局であった。

## 棋風
居飛車党。

## 人物・エピソード
- 夫は塚田泰明、娘は塚田恵梨花。史上初の母娘共に女流棋士である共に、史上唯一の父母娘のプロの棋士および女流棋士である。結婚する前に二人で沖縄旅行に行ったが、台風で東京に帰れなくなり、二人そろって仕事（テレビ東京の「早指し将棋選手権」）をキャンセルする羽目となり、交際が発覚した[7][8]。

- 趣味は書道[9]。日本将棋連盟が発行する免状を書いている[10]。
- 1993年から1994年、および、1996年から1998年に女流棋士会の役員を務めた。
- 2010年10月から2011年3月まで「囲碁・将棋ジャーナル」の聞き手を担当。矢代久美子（囲碁棋士）とともに同番組の最後の聞き手となった。

## 昇段履歴
- 1984年04月00日 - 女流育成会入会
- 1986年03月01日 - 女流3級（プロ入り）
- 1987年04月01日 - 女流初段
- 1994年03月22日 - 女流二段
- 2000年06月30日 - 女流三段（女流二段昇段後90勝）
- 2018年01月21日 - 女流四段（女流三段昇段後120勝）
- 2020年03月31日 - 現役引退（一身上の都合により）[4]

## 主な成績
- 通算成績　646局 329勝317敗 勝率.509
- 女流名人A級リーグ在籍　10期（1989年、91年、93年～98年、2001年、03年）

## 表彰
- 2010年　現役勤続25年